# تیتی اطلس
تیتی آتلانتیک (نام علمی: Callicebus personatus) نام یک گونه از سرده تیتی است.